# Горна Статица
Горна Ста̀тица (на гръцки: Άνω Μελάς, Ано Мелас) е село в Егейска Македония, Гърция, в дем Костур, област Западна Македония.

## География
Статица е най-северното село в дема и отстои на няколко километра северно от Статица (Мелас), на около 30 километра северно от демовия център Костур и на около 15 километра североизточно от Кореща (Неос Икисмос). Разположено е в областта Кореща (Корестия) между разклоненията на планината Вич (Вици) – Лисец, Голината и Лунджер.

## История
След Междусъюзническата война попада в Гърция. Боривое Милоевич пише в 1921 година („Южна Македония“), че Горна Статица има 60 къщи славяни християни. До 1940 година Горна Статица е махала на Статица (Мелас) и всички данни са и за двете села.
Църквата „Свети Спиридон“ е от XIX век.
Селото пострадва силно от Гражданската война (1946 - 1949), като много от жителите му емигрират.
| Година    | 1913 | 1920 | 1928 | 1940 | 1951 | 1961 | 1971 | 1981 | 1991 | 2001 | 2011 | 2021 |
| --------- | ---- | ---- | ---- | ---- | ---- | ---- | ---- | ---- | ---- | ---- | ---- | ---- |
| Население |      |      |      | 198  | 91   | 82   | 50   | 53   | 50   | 47   | 30   | 36   |